# باولو باروس
باولو باروس (بالبرتغالية: Paulo Barros‏) (13 مارس 1989 في أنغولا - ) هو لاعب كرة سلة أنغولي في مركز هجوم صغير الجسم. لعب مع بترو دي لواندا.

## وصلات خارجية
- باولو باروس على موقع الاتحاد الدولي لكرة السلة (الإنجليزية)
- باولو باروس على موقع ريلجم (الإنجليزية)
- باولو باروس على موقع بروبوليرز (الإنجليزية)